# 和鳳鎮
和鳳鎮（かほう-ちん）とは、中国江蘇省南京市溧水区にある鎮である。

## 名前の由来
この地に伝説の美しい鳳凰が山に降りたことに敬って名前をつけたのが由来。

## 行政区画
和鳳鎮は11の村で構成されている。
- 孔鎮社区
- 毛公埔村
- 沈家山村
- 双牌石村
- 張家村
- 孫家巷村
- 沙塘庵村
- 呉村橋村
- 孔鎮村
- 烏飛塘村
- 中揚村
- 駱山村

## 気候
亜熱帯モンスーン気候に属しており、四季が明瞭で雨量や日照時間が充足している。無霜期間は237日。